# تیمپتون
تیمپتون (روسی: Тимптон) یک رودخانه در استان یاقوتستان کشور روسیه است.